# Salvador (Ribeira de Pena)
Ribeira de Pena (Salvador) is een plaats (freguesia) in de Portugese gemeente Ribeira de Pena en telt 2573 inwoners (2001).